# 棚網良平
棚網 良平（たなあみ りょうへい、1921年5月17日 - 2012年11月17日）は東京都世田谷区出身のプロゴルファー。

## 来歴
キツネやタヌキが闊歩して郊外と言われた世田谷で生まれ育ち、小学校時代から砧にあったゴルフ場で球拾いのアルバイトを始めると、戦前に自宅近くの東京ゴルフ倶楽部で研修生になった。コースの埼玉県朝霞への移転に伴い、元の「東京」に対し「秩父」の愛称で呼ばれた同倶楽部からプロ入りした。
左利きで、当初は左打ちで始めたゴルフを途中で右打ちに変えたため、飛距離が落ちて苦労したが、後には小技に活路を見出す。
戦後は相模カンツリー倶楽部所属のトッププロとして活躍し、戦後の日本ゴルフ界を中村寅吉・林由郎らと支えた 。
1949年には第2次世界大戦の影響で、6年間の中断を経て再開された日本プロの最終日15番パー3でホールインワンを記録し、日本のプロゴルフ公式競技で最初の達成とされている。記念すべきホールインワンについて、クラブの番手やカップインの状況など詳細は全く分からず、大会の公式記録にはトップ8までの成績の下に『ホールインワン、9月15日 棚網良平 15番（163ヤード）』との記載があるだけである。何がしかの賞金や賞品が出たのかどうかも一切分からず、棚網の順位も不明である。
プロ初のホールインワンは吉兆となり、1950年にはホームコースの相模CCで行われた関東プロで地の利を生かし、中村を6&5の大差で破ってプロ初優勝を飾る。
1960年の日本プロでは8年ぶりのマッチプレー進出であったが、自己最高の2回戦を突破して初めて準決勝に進む。橘田規との準決勝では前半の18ホールを終えて1ダウンであったが、後半の1番パー5でイーグルを奪って勢いに乗り、2、3番と3ホール連取。その後は一時追いつかれたものの再び突き放して2アップで勝利を手にし、決勝では立派な体躯から繰り出す長打力が魅力の細石憲二と対戦。飛距離では細石が圧倒し、棚網が2打目にウッドやロングアイアンを握るパー4で細石がショートアイアンということがしばしばあった。序盤は細石が長打力を生かし、9番を終えて2アップとリードしたが、インに入って棚網が反撃。オールスクエアで前半を終えると、後半もアウトは細石が走った。8番を終えて3アップで初優勝とプロ日本一に近づいたかに見えたが、ここから棚網が粘る。9番は細石がティーショットを左に曲げて2打目は出すだけで、棚網が一つ返すと、14番では棚網がバーディーを奪って1ダウンに盛り返す。15番で細石がティーショットを左に曲げたことから乱れてダブルボギーでついに棚網が追いつき、17番で優勝を手繰り寄せる。難ホールが並ぶ大洗GCの中でも最難関といわれるホールで、460ヤードと距離のあるパー4は互いに2打目は2番ウッドであった。まず棚網が確実に運ぶと、続く細石のショットは左に曲がってグリーン左の砂地に落ち、ここからの第3打をオーバーさせて逆サイドのバンカーに入れてしまう。一方の棚網は確実に寄せてパーで、土壇場でついにリードを奪い、そのまま逃げ切った。日本プロは1961年から72ホールストロークプレーに競技方法が変更されたため、棚網がマッチプレーでの最後の優勝者となった。
シニア転向後の1987年には関東プログランドシニアを制するなど息の長い選手としての活動で知られ、正確なショットと、アプローチ、パットの小技の無比なことで、玄人にも定評があった。
日本プロゴルフ協会では理事として1969年9月～1971年の2年間、副理事長としては1974年2月～1978年の4年間、プロゴルフ界発展の為に尽力。1999年には文部科学大臣顕彰を授賞するなど、ゴルフの普及と向上発展に多大なる貢献をした。
後に名誉プロとなる相模CC所属の傍ら、長く杉並区高井戸にあるハイランドセンターで後進を指導し、中学高校と師事した江連忠が教え子となる。
晩年は試合の放映が終わると必ず江連に電話し、孫弟子にあたる諸見里しのぶや上田桃子らにアドバイスした。
2012年11月17日午後4時37分、心不全のため世田谷区の病院で死去。91歳没。

## 主な優勝
レギュラー
- 1950年 - 関東プロ
- 1960年 - 日本プロ

シニア
- 1987年 - 関東プログランドシニア